# Иосиф Наси

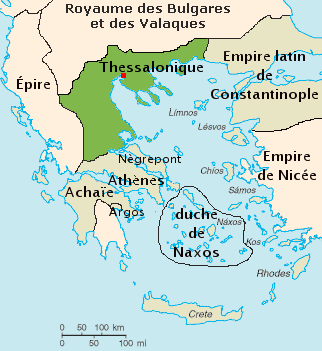
Герцогство Наксос

Иосиф Наси (Joseph Nasi), христианское имя Жуан Микес (João Miquez) (1524—1579) — турецкий правитель Наксоса (с 1561 года).

## Биография
Еврей, родился в Португалии, сын врача Агостино Микаса (ум. 1525), профессора Лиссабонского университета.
В 1546 году, после начала гонений инквизиции на марранов, уехал в Антверпен вместе с тёткой — доньей Грасией Мендес Наси.
Оттуда в 1547 году был вынужден бежать сначала во Францию, потом в Венецию, и наконец — в Османскую империю (в 1554 году). Там женился на Ане (Рейне) Мендес, дочери Грасии Мендес Наси.
Поддержав будущего султана Селима II в его борьбе с братом-соперником Баязидом, быстро сделал карьеру.
Выполнял дипломатические поручения султана, за что был награждён монопольным правом торговли воском с Польшей и вином — с Молдовой.
В 1561 году предпринял попытку восстановить город Тивериаду, заселив его евреями.
Поддерживал контакт с Вильгельмом Молчаливым, подговаривая его поднять восстание против Испании — главного врага Османской империи.
За это и некоторые другие свои дипломатические успехи в 1566 году Селим II сделал его пожизненным правителем (герцогом) островов герцогства Наксос, которыми он управлял через своего наместника — некоего Франческо Коронелло.
В 1571 году рассматривался как потенциальный господарь Молдовы или Валахии, но султан не утвердил его кандидатуру.
После смерти Селима II (1574) потерял своё влияние при турецком дворе, но сохранил владения и титулы.
Умер в Стамбуле 2 августа 1579 года. Из его наследства вдове досталась сумма в 90 тысяч динаров, на эти деньги она основала типографию по выпуску книг на еврейском языке.